# هيو بويد كيسي
هيو بويد كيسي (بالإنجليزية: Hugh Boyd Casey)‏ هو عسكري أمريكي، ولد في 30 نوفمبر 1925، وتوفي في 11 يناير 1952.